# Thatë-hegység
A Thatë-hegység (albán Mal i Thatë, a. m. ’Száraz-hegység’) földrajzi kistáj, hegység Albánia délkeleti, Macedónia délnyugati határán, az Ohridi- és a Preszpa-tó medencéi között.
A tektonikus eredetű Preszpa-medencét (Gropa e Prespës) nyugatról határoló, észak–déli irányban mintegy 20 kilométeren át húzódó kréta kori hegyvonulatot északon a Graboti-hegy hágója választja el a Thatë-hegységgel egy szerkezeti egységet alkotó, teljes egészében macedón területen fekvő Galicsica-hegységtől. Nyugatról az Ohridi-tó déli előterét képező Buçimasi-sík, délnyugaton a Korçai-medence határolja. A két medencét a Thatë-hegységhez tartozó Çërravai-hegyláb (Prag i Çërravës) középhegysége választja el egymástól. Délkeleten a kb. 1100 méteres tengerszint feletti magasságban lévő Zvezdai-hágó választja el a Thatë-hegységet az Ivan-hegység (Mal i Ivanit) vonulataitól. Legmagasabb pontja a 2287 méteres Pus-fennsík (Pllaja e Pusit, ’Kút-fennsík’), további jelentősebb csúcsai a Zonja-hegy (Maja e Zonjës, ’Gazdasszony-hegy’, 2053 m), a Stan-hegy (Maja e Stanit, ’Esztena-hegy’, 1912 m) és a Mez-hegy (Maja e Mezit, 1863 m). Erdősült keleti oldala a Preszpai Nemzeti Parkhoz tartozik.
A hegység nagy része lakatlan, egyedül a Çërravai-hegyláb völgyeiben található néhány település. Közigazgatási értelemben a hegység Korça megye három községének területére terjed ki: Pogradec (Buçimas, Çërrava), Maliq (Vreshtas, Pojan) és Pustec.